# U.S. Highway 30
Der U.S. Highway 30 ist ein in Ost-West-Richtung verlaufender Highway mit einer Länge von 4946 km. Er entstand 1926. Im Westen beginnt er als US 101 in Astoria (Oregon) und endet im Osten als Interstate 95 in Atlantic City (New Jersey).

## Verlauf und Streckenlängen
- Oregon: 768,41 km[1]
- Idaho: 668,77 km[2]
- Wyoming: 731,24 km[3]
- Nebraska: 726 km[4]
- Iowa: 531,77 km[5]
- Illinois: 243,53 km[6]
- Indiana: 244,3 km[7]
- Ohio: 394,92 km[8]
- West Virginia: 6 km[9]
- Pennsylvania: 521 km[10]
- New Jersey: 93,76 km[11]